# 富士産業 (食事サービス業)
富士産業株式会社（ふじさんぎょう）は、日本の外食企業のひとつである。

## 事業内容
- レストランやカフェテリアの運営、医療機関、社会福祉施設、学校などでの給食業務が主となっている。

## 概要
- 年商　900億9,100万円（2024年度）
- 事業所数　1,932件（2025年7月現在）
- 従業員数　17,349名（2025年5月現在）

## 沿革
- 1972年 創立。
- 1973年 三河事業部開設。
- 1974年 関東事業部開設。
- 1975年 筑波学園都市部サプライズセンター開設。
- 1977年 病院事業部開設。
- 1980年 関西事業部開設。
- 1981年 静岡事業部開設。
- 1983年 北関東事業部開設。
- 1984年 東関東事業部および北陸営業所開設。
- 1985年 南関東事業部・九州事業部・仙台事業部開設。
- 1986年 中国事業部開設。
- 1987年 札幌事業部・関西事業部開設。
- 1989年 首都圏事業部開設
- 1990年 北海道事業部開設
- 1993年 沖縄営業所・四国営業所開設
- 1995年 四国事業部・南九州事業部・常磐事業部・岐阜事業部・静岡東事業部・静岡西事業部・北陸事業部開設
- 1996年 山陰営業所開設
- 1997年 群馬事業部・大分事業部・秋田営業所開設
- 1998年 インドネシア・ジャカルタ営業所開設
- 1999年 首都圏東事業部・首都圏西事業部開設
- 2000年 秋田事業部・山陰事業部・千葉西事業部・長野事業部・岩手営業所・山梨営業所・三重営業所・熊本営業所・北海道北事業部・神戸事業部・長崎事業部・宮崎事業部開設 
  - 以下の名称変更がなされる。
    - 北海道事業部→北海道事業本部
    - 東関東事業本部→千葉事業本部
    - 九州事業部→九州事業本部
    - 関西事業部→京都事業本部
    - 首都圏西事業部→首都圏事業部・東京西事業部
    - 首都圏東事業部→東京東事業部
- 南九州事業部が鹿児島事業部に改称・移転する。
- 2001年 新潟営業所・長野事業部・松山営業所開設
- 2004年 以下の名称変更が行なわれる。 
  - 北海道事業本部→北海道事業部
  - 常磐事業部→茨城事業部
  - 千葉事業本部→千葉事業部
  - 北関東事業本部→埼玉事業部
  - 南関東事業部→神奈川事業部
  - 東京東・西事業部→東京事業部
  - 静岡東・西事業部→静岡事業部
  - 名古屋事業本部→名古屋事業部
  - 京都事業本部→京都事業部
  - 関西事業本部→関西事業部
  - 中国事業本部→中国事業部
  - 九州事業本部→九州事業部
- 2006年 宮崎県にたかはるCK事業部開設。
- 2007年 富山事業部・四国西事業部開設

## 関連会社
- ニッショク
- 真栄総業
- ベスト
- ふじ愛菜農園